# Liste der Monuments historiques in Pessac
Die Liste der Monuments historiques in Pessac führt die Monuments historiques in der französischen Gemeinde Pessac auf.

## Liste der Bauwerke
| Bezeichnung             | Beschreibung | Standort                           | Kennzeichnung | Schutzstatus | Datum | Bild |
| ----------------------- | ------------ | ---------------------------------- | ------------- | ------------ | ----- | ---- |
| Haus                    |              | (Lage)                             | PA00083656    | Inscrit      | 1984  |      |
| Haus in der Cité Frugès |              | 3 rue des Arcades (Lage)           | PA00083657    | Classé       | 1980  |      |
| Haus in der Cité Frugès |              | 4 rue des Arcades (Lage)           | PA33000116    | classé       | 2013  |      |
| Haus in der Cité Frugès |              | 5 rue des Arcades (Lage)           | PA33000153    | Inscrit      | 2012  |      |
| Haus in der Cité Frugès |              | 20 rue Henry Frugès (Lage)         | PA33000191    | Inscrit      | 2015  |      |
| Haus in der Cité Frugès |              | 28 rue Henry Frugès (Lage)         | PA33000122    | Inscrit      | 2009  |      |
| Haus in der Cité Frugès |              | 32 rue Henry Frugès (Lage)         | PA33000145    | Classé       | 2013  |      |
| Haus in der Cité Frugès |              | 34 rue Henry Frugès (Lage)         | PA33000120    | Inscrit      | 2009  |      |
| Haus in der Cité Frugès |              | 42 rue Henry Frugès (Lage)         | PA33000121    | Inscrit      | 2009  |      |
| Haus in der Cité Frugès |              | 2 rue Le Corbusier (Lage)          | PA33000140    | Inscrit      | 2011  |      |
| Haus in der Cité Frugès |              | 3 rue Le Corbusier (Lage)          | PA33000119    | Inscrit      | 2009  |      |
| Haus in der Cité Frugès |              | 4 rue Le Corbusier (Lage)          | PA33000048    | Classé       | 2013  |      |
| Haus in der Cité Frugès |              | 6 rue Le Corbusier (Lage)          | PA33000118    | Inscrit      | 2009  |      |
| Haus in der Cité Frugès |              | 7 rue Le Corbusier (Lage)          | PA33000154    | Inscrit      | 2012  |      |
| Haus in der Cité Frugès |              | 12 rue Le Corbusier (Lage)         | PA33000141    | Inscrit      | 2011  |      |
| Haus in der Cité Frugès |              | 13 rue Le Corbusier (Lage)         | PA33000189    | Inscrit      | 2015  |      |
| Haus in der Cité Frugès |              | 14 rue Le Corbusier (Lage)         | PA33000142    | Inscrit      | 2011  |      |
| Haus in der Cité Frugès |              | 15 rue Le Corbusier (Lage)         | PA33000151    | Classé       | 2014  |      |
| Haus in der Cité Frugès |              | 16 rue Le Corbusier (Lage)         | PA33000117    | Inscrit      | 2009  |      |
| Haus in der Cité Frugès |              | 17 rue Le Corbusier (Lage)         | PA33000143    | Inscrit      | 2011  |      |
| Haus in der Cité Frugès |              | 18 rue Le Corbusier (Lage)         | PA33000144    | Inscrit      | 2011  |      |
| Haus in der Cité Frugès |              | 27 rue Xavier Arnozan (Lage)       | PA33000115    | Classé       | 2013  |      |
| Kriegerdenkmal          |              | Esplanade Charles-de-Gaulle (Lage) | PA33000190    | Inscrit      | 2015  |      |
| Mühle von Noès          |              | (Lage)                             | PA00083658    | Inscrit      | 1984  |      |
| Priorat von Bardanac    |              | (Lage)                             | PA33000019    | Inscrit      | 1998  |      |

## Liste der Objekte
- Monuments historiques (Objekte) in Pessac in der Base Palissy des französischen Kultusministeriums